# Гідрати вуглецевих газів

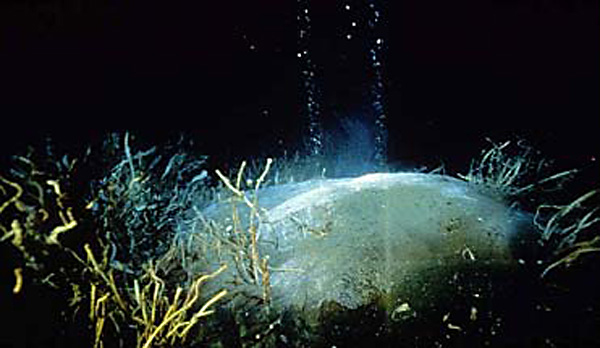
Брила гідрату метану на дні моря. Див. Газогідратний поклад.

Гідрати вуглецевих газів (англ. hydrates of carbon gases, нім. Hydrate von Kohlenstoffgasen n pl) — сполуки включення (клатрати), в яких молекули вуглецевих газів заповнюють пустоти кристалічної ґратки льоду. Зустрічаються у вигляді газогідратних покладів у багаторічномерзлих породах. Виникають також у газопроводах, утруднюючи їхню експлуатацію.